# Gau
Gau, namibijski kmet in igralec, *16. december 1944, † 1. julij 2003.
Gau je zaslovel kot glavni bušmanski lik iz serije filmov Bogovi so padli na glavo. Gau se kljub svetovni slavi ni veliko spremenil. Z zasluženim denarjem si je kupil pet krav, v notranjosti njegove travnate kolibe v namibijskem delu Kalaharija pa sta tudi dva potovalna kovčka, saj je Gau bil že v veliko mestih, tudi na Japonskem, vendar se je vedno vrnil domov.
1. 1 2  Record #1023564319 // Gemeinsame Normdatei — 2012—2016.
2. 1 2  Find a Grave — 1996.